# Nuoto in acque libere ai campionati mondiali di nuoto 2023 - 5 km maschili
La gara dei 5 km in acque libere maschile dei campionati mondiali di nuoto 2023 è stata disputata il 18 luglio 2023 nelle acque del Seaside Momochi Beach Park di Fukuoka, in Giappone, a partire dalle ore 10:00. Vi hanno preso parte 71 atleti provenienti da 44 nazioni.
La competizione è stata vinta dal nuotatore tedesco Florian Wellbrock, mentre l'argento e il bronzo sono andati rispettivamente agli italiani Gregorio Paltrinieri e Domenico Acerenza.

## Risultati
| Pos.    | Atleta                | Nazionalità   | Tempo     |
| ------- | --------------------- | ------------- | --------- |
| Oro     | Florian Wellbrock     | Germania      | 53'58"0   |
| Argento | Gregorio Paltrinieri  | Italia        | 54'02"5   |
| Bronzo  | Domenico Acerenza     | Italia        | 54'04"2   |
| 4       | Oliver Klemet         | Germania      | 54'57"2   |
| 5       | Dávid Betlehem        | Ungheria      | 54'58"6   |
| 6       | Athanasios Kynigakis  | Grecia        | 54'58"6   |
| 7       | Kristóf Rasovszky     | Ungheria      | 55'23"9   |
| 8       | Kyle Lee              | Australia     | 55'32"7   |
| 9       | Logan Fontaine        | Francia       | 55'33"0   |
| 10      | Sacha Velly           | Francia       | 55'33"1   |
| 11      | Mychajlo Romančuk     | Ucraina       | 55'37"0   |
| 12      | Carlos Garach         | Spagna        | 56'14"7   |
| 13      | Jack Wilson           | Australia     | 56'24"0   |
| 14      | Logan Vanhuys         | Belgio        | 56'43"2   |
| 15      | Hector Pardoe         | Regno Unito   | 56'46"5   |
| 16      | Paulo Strehlke        | Messico       | 56'46"6   |
| 17      | Dylan Gravley         | Stati Uniti   | 56'48"5   |
| 18      | Christian Schreiber   | Svizzera      | 56'48"9   |
| 19      | Esteban Enderica      | Ecuador       | 56'49"5   |
| 20      | Martin Straka         | Rep. Ceca     | 56'49"5   |
| 21      | Jan Hercog            | Austria       | 56'52"0   |
| 22      | Ondřej Zach           | Rep. Ceca     | 56'52"2   |
| 23      | Connor Buck           | Sudafrica     | 56'"52"4  |
| 24      | David Farinango       | Ecuador       | 56'52"8   |
| 25      | Tamás Farkas          | Serbia        | 56'53"5   |
| 26      | Eric Hedlin           | Canada        | 56'54"0   |
| 27      | Johndry Segovia       | Venezuela     | 56'57"4   |
| 28      | Brennan Gravley       | Stati Uniti   | 57'20"0   |
| 29      | Benjamin Cote         | Canada        | 57'24"1   |
| 30      | Asterios Daldogiannis | Grecia        | 57'46"6   |
| 31      | Thiago Ruffini        | Brasile       | 57'47"3   |
| 32      | Bruce Almeida         | Brasile       | 57'48"2   |
| 33      | Guillem Pujol         | Spagna        | 57'48"4   |
| 34      | Park Jae-hun          | Corea del Sud | 57'49"5   |
| 35      | Diogo Cardoso         | Portogallo    | 57'49"7   |
| 36      | Cho Cheng-chi         | Taipei cinese | 57'51"6   |
| 37      | Kaito Tsujimori       | Giappone      | 58'17"2   |
| 38      | Lev Cherepanov        | Kazakistan    | 58'21"0   |
| 39      | Lan Tianchen          | Cina          | 58'44"7   |
| 40      | Riku Ezawa            | Giappone      | 59'40"6   |
| 41      | Tomáš Peciar          | Slovacchia    | 59'41"7   |
| 42      | Diego Vera            | Venezuela     | 59'41"9   |
| 43      | Christian Bayo        | Porto Rico    | 59'44"4   |
| 44      | Serhiy Frolov         | Ucraina       | 59'59"5   |
| 45      | Adrián Ywanaga        | Perù          | 1h00'08"1 |
| 46      | Ziv Cohen             | Israele       | 1h00'10"6 |
| 47      | Théo Druenne          | Monaco        | 1h00'14"6 |
| 48      | Meng Rui              | Cina          | 1h00'58"8 |
| 49      | Jamarr Bruno          | Porto Rico    | 1h01'01"9 |
| 50      | Grgo Mujan            | Croazia       | 1h01'09"6 |
| 51      | Maximiliano Paccot    | Uruguay       | 1h01'09"7 |
| 52      | Santiago Gutiérrez    | Messico       | 1h01'21"9 |
| 53      | Jeison Rojas          | Costa Rica    | 1h01'28"3 |
| 54      | William Yan Thorley   | Hong Kong     | 1h01'28"4 |
| 55      | Keith Sin             | Hong Kong     | 1h01'28"8 |
| 56      | Galymzhan Balabek     | Kazakistan    | 1h01'29"3 |
| 57      | Damien Payet          | Seychelles    | 1h01'56"4 |
| 58      | Sung Jun-ho           | Corea del Sud | 1h02'17"0 |
| 59      | Santiago Reyes        | Guatemala     | 1h05'42"9 |
| 60      | Prashans Hiremagalur  | India         | 1h05'43"7 |
| 61      | Nikita Kornilov       | Uzbekistan    | 1h06'22"4 |
| 62      | Fernando Ponce        | Guatemala     | 1h06'23"0 |
| 63      | Army Pal              | India         | 1h08'42"5 |
| -       | Ousseynou Diop        | Senegal       | OTL       |
| -       | Yano Elias            | Angola        | OTL       |
| -       | Hayyan Kisitu         | Uganda        | OTL       |
| -       | Alejandro Plaza       | Bolivia       | OTL       |
| -       | Matthew Caldwell      | Sudafrica     | DNF       |
| -       | Adnan Kabuye          | Uganda        | DNF       |
| -       | Tiago Campos          | Portogallo    | DNF       |
| -       | Vyacheslav Shkretov   | Uzbekistan    | DNF       |
| -       | Alex Fortes           | Angola        | DNS       |